# Kirsten Münchow
Kirsten Münchow, född den 21 januari 1977 i Auetal-Rehren, är en tysk friidrottare som tävlar i släggkastning.
Münchow deltog vid EM 1998 i Budapest där hon blev bronsmedaljör i släggkastning. Hon var även i final vid VM 1999 där hon slutade åtta med ett kast på 64,03. Vid Olympiska sommarspelen 2000 slutade hon på en bronsplats med ett nytt personligt rekord på 69,28. Hennes senaste mästerskap var VM 2001 då hon slutade nia med ett kast på 64,39.

## Personliga rekord
- Släggkastning - 69,28 meter